# Espace info énergie
Pour les articles homonymes, voir EIE.
 (juin 2008).
Si vous disposez d'ouvrages ou d'articles de référence ou si vous connaissez des sites web de qualité traitant du thème abordé ici, merci de compléter l'article en donnant les références utiles à sa vérifiabilité et en les liant à la section « Notes et références ».
En France, un Espace Info Énergie (EIE), anciennement Point Info Énergie (PIE), est un organisme membre du réseau français d’information et de conseil de proximité sur l’efficacité énergétique et les énergies renouvelables, développé par l'ADEME depuis 2001, en partenariat étroit avec les collectivités territoriales.
Le réseau des Espaces Info Énergie s’appuie sur des associations et des organismes à but non lucratif, ancrés dans la vie locale et spécialisés dans l’information et le conseil sur la sobriété énergétique, l'efficacité énergétique et les énergies renouvelables.
À la fin de 2009, il est constitué de 200 Espaces et compte 400 conseillers (à temps plein) au service du public.
2011, le centre d'appel est géré par une entreprise spécialisée[source insuffisante].
Depuis 2013, les Espaces Info Énergie sont intégrés au réseau des « Points Rénovation Info Service », regroupant sous une seule entité les services d'informations techniques, juridiques, et fiscales.